# Tom Homan
Thomas Douglas Homan (West Carthage, 28 novembre 1961) è un funzionario statunitense.
Funzionario dell'immigrazione e commentatore politico americano, ha prestato servizio durante l'amministrazione Obama, oltre che nella prima e  nella seconda presidenza Trump. È stato direttore ad interim per l'Immigrazione e le Dogane degli Stati Uniti (in inglese Immigration and Customs Enforcement o ICE) dal 30 gennaio 2017 al 29 giugno 2018. Homan sostiene le politiche di espulsione degli immigrati illegali e si oppone alle garanzie delle città-rifugio. All'interno dell'amministrazione Trump, è stato tra i più accaniti sostenitori della separazione dei bambini dai genitori come mezzo per scoraggiare l'ingresso illegale nel paese e frenare il traffico di esseri umani. Dopo il 2018, ha iniziato a collaborare con Fox News come commentatore.
Nel novembre del 2024, Trump ha annunciato che Homan ricoprirà il ruolo di "Czar del Confine degli Stati Uniti" durante la sua seconda presidenza.

## Carriera
Homan è nato a West Carthage, nello stato di New York. Ha conseguito una laurea biennale in giustizia penale presso il Jefferson Community College e una laurea triennale presso il SUNY Polytechnic Institute. È stato un agente di polizia a West Carthage.
Nel 1984 Homan si è unito a quello che allora era chiamato Immigration and Naturalization Service, prestando servizio come agente della Border Patrol, investigatore e supervisore. È stato nominato dal presidente Barack Obama direttore associato esecutivo per le operazioni di applicazione e rimozione dell'Immigration and Customs Enforcement nel 2013.
Nel 2014, Homan aveva iniziato a sostenere che separare i bambini dai loro genitori sarebbe stato un mezzo efficace per scoraggiare gli attraversamenti illegali della frontiera. La giornalista Caitlin Dickerson lo descrive come il "padre intellettuale" della politica, che egli ha delineato anni prima che fosse adottata dall'amministrazione Trump. "La maggior parte dei genitori non vuole essere separata", ha detto Homan a Dickerson. Sosteneva che questo fatto rendeva la separazione uno strumento efficace per l'applicazione delle leggi sull'immigrazione: "Ti mentirei se non pensassi che avrebbe avuto un effetto".
Nel 2015, il presidente Obama gli conferì il Presidential Rank Award. Un articolo del The Washington Post dell'epoca affermava: "Thomas Homan deporta le persone. Ed è davvero bravo a farlo".

### Seconda amministrazione Trump
Il presidente eletto Donald Trump ha annunciato il 10 novembre 2024 che Homan si unirà all'amministrazione entrante come posizione di "Czar del confine", scrivendo che "Homan sarà responsabile di tutte le deportazioni di immigrati clandestini nel loro paese di origine". Homan prevede di utilizzare l'Alien and Sedition Acts del 1798.